# Le Roi et moi (film, 1956)
Pour les articles homonymes, voir Anna et le Roi.
Pour plus de détails, voir Fiche technique et Distribution.
Le Roi et moi (The King and I) est un film musical américain de Walter Lang, sorti en 1956.

## Genèse
Le film est inspiré de la comédie musicale homonyme de Richard Rodgers et Oscar Hammerstein II, créée au St. James Theatre de Broadway en 1951. Cette comédie musicale est adaptée du roman de Margaret Landon, Anna et le Roi (1944), roman basé sur une histoire vraie : les mémoires écrits par l'Anglaise Anna Leonowens, qui a été gouvernante à la cour de Siam (actuelle Thaïlande) et professeur des enfants du roi Mongkut (Rama IV) de 1862 à 1867.
Un premier film en avait été adapté en 1946, Anna et le Roi de Siam, avec Irene Dunne et Rex Harrison.

## Synopsis
Une jeune veuve anglaise, Anna Leonowens (Deborah Kerr), part avec son jeune fils Louis (Rex Thompson) au Siam (aujourd'hui la Thaïlande) afin de devenir la gouvernante des enfants du roi Mongkut (Yul Brynner). Malheureusement, ce dernier refuse de lui donner la maison qu'il lui avait promise et l'oblige à vivre dans le palais. Mécontente, Anna décide de quitter le Siam, mais Lady Thiang (Terry Saunders), la première femme du souverain, la fait changer d'avis. Elle décide alors d'aider Mongkut qui prend l'habitude de la faire réveiller à des heures tardives pour lui poser des questions. Un ambassadeur d'Angleterre, sir Edward, doit venir au Siam pour se rendre compte si le roi est réellement barbare. Avec l'aide d'Anna, le roi réussira à prouver que son pays est civilisé et offrira une fête très réussie. Tout semble aller bien.
Tuptim (Rita Moreno), la dernière femme de Mongkut, arrivée de Birmanie comme cadeau, s'enfuit après la fête pour retrouver son amoureux et partir avec lui. Les soldats du roi réussissent à la retrouver et celui-ci veut la fouetter pour la punir. Son amoureux s'est noyé dans la poursuite. Anna s'oppose à cette punition, lui disant qu'en agissant ainsi, il se conduirait comme un barbare. Le roi ne fouette finalement pas Tuptim. Anna décide de quitter tout de même le Siam. Le jour de son départ, on vient la prévenir que Mongkut est très malade. Anna va le voir et apprend qu'il va mourir. Elle prend la décision de rester pour s'occuper de ses enfants, notamment du prince héritier.

## Fiche technique
- Titre original : The King And I
- Titre français : Le Roi et moi
- Réalisation : Walter Lang

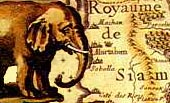
Logo du Siam

- Scénario : Ernest Lehman d'après la comédie musicale de Oscar Hammerstein II et Richard Rodgers, basée sur le roman de Margaret Landon, Anna and the King of Siam
- Lyrics : Oscar Hammerstein II
- Musique : Richard Rodgers
- Direction musicale : Alfred Newman
- Chorégraphie : Jerome Robbins
- Direction artistique : Lyle R. Wheeler et John De Cuir
- Décors : Walter M. Scott et Paul S. Fox
- Costumes : Irene Sharaff et (non crédité) Charles Le Maire
- Maquillage : Ben Nye
- Coiffure : Helen Turpin
- Photographie : Leon Shamroy
- Son : E. Clayton Ward et Warren Delaplain
- Montage : Robert Simpson
- Production : Darryl F. Zanuck et Charles Brackett
- Société de production : Twentieth Century Fox Film Corporation
- Société de distribution : Twentieth Century Fox Film Corporation
- Format : Couleurs (DeLuxe) - 2,55:1 (CinemaScope 55) - Stereo 4 pistes (Westrex Recording System) - 35 mm
- Pays de production :  États-Unis
- Langue : Anglais
- Genre : Comédie Musicale
- Durée : 139 minutes
- Dates de sortie : 
  - États-Unis : 29 juin 1956
  - France : 18 janvier 1957

## Distribution
- Deborah Kerr (VF : Lita Recio) : Anna Leonowens
  - Marni Nixon : Anna Leonowens (chant)
- Yul Brynner (VF : Jean Davy) : Le roi Mongkut (Rama IV)
- Rita Moreno (VF : Joëlle Janin) : Tuptim
  - Leona Gordon : Tuptim (chant)
- Carlos Rivas (VF : Jean-Claude Michel) : Lun Tha
  - Reuben Fuentes : Lun Tha (chant)
- Terry Saunders (VF : Jacqueline Carrel) : Lady Thiang[2]
- Rex Thompson : Louis Leonowens
- Martin Benson (VF : Claude Péran) : Kralahome
- Patrick Adiarte (VF : Christian Fourcade) : Prince Chulalongkorn
- Alan Mowbray (VF : Paul Villé) : l'ambassadeur d'Angleterre
- Geoffrey Toone (VF : Roger Rudel) : Sir Edward Ramsay
- Leonard Strong (non crédité) : Interprète

## Chansons du film
- I Whistle A Happy Tune - Anna et Louis
- Hello, Young Lovers - Anna
- A Puzzlement - Le roi
- Getting To Know You - Anna et les enfants
- We Kiss in a Shadow - Tuptim et Lun Tha
- Something Wonderful - Lady Thiang
- Prayer To Buddha - Le roi, chœur
- The Small House of Uncle Thomas - Tuptim, chœur
- Shall We Dance ? - Anna et le roi
- Something Wonderful (Finale) - Chœur
- My Lord and Master (supprimée) - Tuptim
- I Have Dreamed (supprimée) - Tuptim et Lun Tha
- Shall I Tell You What I Think Of You ? (supprimée) - Anna
- Song Of The King (supprimée) - Anna et le roi

## Autour du film
- Le film contient dans sa dernière partie une assez longue représentation scénique jouée à la façon du théâtre thaï. Il s'agit d'une sorte de parabole sur La Case de l'oncle Tom de Harriet Beecher Stowe.
- Le film a été interdit en Thaïlande (ex-Siam) où les mémoires romancés d'Anna Leonowens ont été jugés contraires à la réalité historique, en particulier concernant le portrait dressé du roi Mongkut.
- Dans Le journal de Montréal[3], Guy Fournier condamne les attaques contre la comédie musicale et le film The King and I par ce qu'il qualifie de «révisionnisme culturel», ces critiques ayant essentiellement trait à la potentielle appropriation culturelle d'un récit situé en Orient mais relaté exclusivement par des occidentaux.

## Prix et distinctions
Récompenses
- Oscar du meilleur acteur pour Yul Brynner
- Oscar de la meilleure direction artistique pour John De Cuir et Lyle R. Wheeler
- Oscar de la meilleure création de costumes pour Irene Sharaff
- Oscar de la meilleure musique de film pour Alfred Newman et Ken Darby
- Oscar du meilleur mixage de son pour Carlton W. Faulkner
- Golden Globe du meilleur film musical ou comédie
- Golden Globes de la Meilleure Actrice dans un Film Musical ou Comique pour Deborah Kerr

Nominations
- Oscar de la meilleure actrice pour Deborah Kerr